# City Building Series
City Building Series é o nome coletivo de uma série de jogos eletrônicos de construção de cidades histórico para computadores, desenvolvido pela Impressions Games, BreakAway Games e  Tilted Mill Entertainment (após a saída da Impressions) e publicado pela Sierra Entertainment e Myelin Media. A série iniciou-se em 1993 com Caesar, e até agora consiste em dez jogos, incluindo pacotes de expansão.
A saga pode ser descrita em linhas gerais como "SimCity de civilizações antigas com micro-gerência militar e econômica". Em City Building Series o jogador está  a  cargo de fornecer bens e serviços  para a população da cidade, garantindo que a taxa de criminalidade fique baixa e reduzindo o risco de doenças, fogo e colapso do edifício. O jogador também deve equilibrar o balaço entre importações, exportações e impostos para manter a cidade financeiramente forte. Ele também é responsável por defender sua cidade de invasões inimigas construindo quartéis militares e criando um exército.
A série abrange quatro civilizações antigas: romana, egípcia, grega e chinesa. Os títulos lançados até 2004 usaram o mesmo motor de jogo de projeção isométrica, no entanto, adaptada e modificada de acordo com o tema do jogo. Os títulos seguintes utilizaram motores gráficos tridimensionais.

## Títulos
A série inclui:
- Baseado no Império Romano:
  - Caesar (1992)
  - Caesar II (1995)
  - Caesar III (1998)
  - Caesar IV (2006)

- Baseado no  Antigo Egito:
  - Pharaoh (1999)[2]
    - Expansão Queen of the Nile: Cleopatra (2000)

  - Immortal Cities: Children of the Nile (2004)
    - Expansão Children of the Nile: Alexandria (2008)

- Baseado na  Grécia antiga:
  - Zeus: Master of Olympus (2000)
    - Expansão Poseidon: Master of Atlantis (2001)

- Baseado na China Antiga
  - Emperor: Rise of the Middle Kingdom (2002)
- Baseado na  Idade Média:
  - Medieval Mayor (por anunciar)